# دانيال جي. ريان
دانيال جي. ريان هو محامي ومؤرخ وسياسي أمريكي، ولد في 1855 في سينسيناتي في الولايات المتحدة، وتوفي في 15 يونيو 1923 في كولومبوس في الولايات المتحدة. نشط حزبياً في الحزب الجمهوري. وقد انتخب عضو مجلس نواب أوهايو ‏.